# Христо Пелитев
Христо Колев Пелитев е български писател – белетрист и журналист. В продължение на 23 години е главен редактор на вестник „Стършел“.

## Биография
Роден е на 22 април 1927 г. в село Градница, Севлиевско. Следва право и славянска филология в Софийския университет „Свети Климент Охридски“ (до 1950 г.).
Публикува първия си разказ през 1947 г., във вестник „Народна младеж“, а по-късно отговаря за хумористичната страница на вестника – „Млад Еж“. Работил е още във вестник „Работническо дело“, в списание „Български воин“, в Партиздат.
От 1960 г. е редактор, заместник главен редактор и в продължение на 23 години – главен редактор (до 30 декември 1988) на вестник „Стършел“. Член е на Съюза на българските писатели.
Умира на 15 ноември 2012 г.

## Творчество
Автор е на 20 книги. Между тях:
- „Кой кого управлява“ (1960)
- „Моите атентатори“ (1963)
- „Защо ходя гологлав“ (1865)
- Сборник с хумористична и сатирична проза съвместно с П. Незнакомов.
- „Избрани разкази, фейлетони, приказки за хора и животни, пътеписи“ (1977 г.)
- „Дяволско огледало“
- „Приказки, които обясняват някои неща“
- „Двете мечки“
- „Стъпвайте на пръсти“

Част от книгите му са преведени в чужбина – на руски, украински, немски, френски, полски, чешки, словашки, сръбски, румънски, испански, латвийски, естонски, италиански език и др.